# Faits des Romains
I Faits des Romains (Li Fet des Romains) è un'opera medievale in prosa, scritta in antico francese, composta nell'Île-de-France all'inizio del XIII secolo, verso il 1213-1214, che racconta la vita di Cesare.

## Descrizione
È una compilazione basata sulle opere di quattro scrittori latini: Giulio Cesare stesso, Lucano, Svetonio e Sallustio. È la prima biografia interamente consacrata al capo romano in una lingua volgare.